# Saša Zdjelar
Saša Zdjelar (Servisch: Саша Здјелар) (Belgrado, 20 maart 1995) is een Servisch voetballer die doorgaans speelt als middenvelder. In februari 2025 verruilde hij CSKA Moskou voor Zenit Sint-Petersburg. Zdjelar maakte in 2016 zijn debuut in het Servisch voetbalelftal.

## Clubcarrière
Zdjelar speelde in de jeugdopleiding van OFK Beograd en debuteerde in het seizoen 2011/12 in het eerste elftal van deze club. In zijn eerste jaargang speelde de middenvelder slechts in één competitieduel mee, maar in de drie jaren daarna kwam hij vaker in actie. In 2013 nam Olympiakos de Serviër over, maar hij bleef nog twee seizoenen in Belgrado spelen.
Toen Zdjelar in 2015 de overstap maakte naar Griekenland, speelde hij acht competitiewedstrijden mee met het eerste elftal, allemaal als basisspeler. In de eerste seizoenshelft van het jaar erop kwam hij niet in actie en in januari 2017 huurde RCD Mallorca hem voor een half seizoen. Bij de Spaanse club kwam de middenvelder uit in vijftien competitieduels. In januari 2018 werd Zdjelar opnieuw voor een halfjaar verhuurd, ditmaal aan Partizan. Na deze verhuurperiode nam Partizan de middenvelder definitief over.
In de zomer van 2022 verkaste Zdjelar voor een bedrag van circa een half miljoen euro naar CSKA Moskou, waar hij zijn handtekening zette onder een verbintenis voor de duur van drie seizoenen met een optie op een jaar extra. Zenit Sint-Petersburg nam hem in februari 2025 voor circa 1,3 miljoen euro over.

## Clubstatistieken
| Seizoen | Club                  | Competitie         | Competitie | Competitie | Beker | Beker | Internationaal | Internationaal | Totaal | Totaal |
| Seizoen | Club                  | Competitie         | Wed.       | Dlp.       | Wed.  | Dlp.  | Wed.           | Dlp.           | Wed.   | Dlp.   |
| ------- | --------------------- | ------------------ | ---------- | ---------- | ----- | ----- | -------------- | -------------- | ------ | ------ |
| 2011/12 | OFK Beograd           | Superliga          | 1          | 0          | 0     | 0     | —              | —              | 1      | 0      |
| 2012/13 | OFK Beograd           | Superliga          | 15         | 0          | 1     | 0     | —              | —              | 16     | 0      |
| 2013/14 | OFK Beograd           | Superliga          | 27         | 0          | 3     | 0     | —              | —              | 30     | 0      |
| 2014/15 | OFK Beograd           | Superliga          | 19         | 0          | 1     | 0     | —              | —              | 20     | 0      |
| 2015/16 | Olympiakos            | Super League       | 8          | 0          | 6     | 1     | 2              | 0              | 16     | 1      |
| 2016/17 | Olympiakos            | Super League       | 0          | 0          | 0     | 0     | 1              | 0              | 1      | 0      |
| 2016/17 | → RCD Mallorca        | Segunda División A | 15         | 0          | 0     | 0     | —              | —              | 15     | 0      |
| 2017/18 | Olympiakos            | Super League       | 4          | 0          | 2     | 0     | 5              | 0              | 11     | 0      |
| 2017/18 | → Partizan            | Superliga          | 12         | 2          | 4     | 1     | 1              | 0              | 17     | 3      |
| 2018/19 | Partizan              | Superliga          | 32         | 1          | 5     | 0     | 8              | 0              | 45     | 1      |
| 2019/20 | Partizan              | Superliga          | 28         | 1          | 4     | 0     | 12             | 0              | 44     | 1      |
| 2020/21 | Partizan              | Superliga          | 31         | 1          | 4     | 0     | 3              | 0              | 38     | 1      |
| 2021/22 | Partizan              | Superliga          | 32         | 0          | 4     | 0     | 14             | 0              | 50     | 0      |
| 2022/23 | Partizan              | Superliga          | 3          | 0          | 0     | 0     | 0              | 0              | 3      | 0      |
| 2022/23 | CSKA Moskou           | Premjer-Liga       | 27         | 0          | 11    | 0     | —              | —              | 38     | 0      |
| 2023/24 | CSKA Moskou           | Premjer-Liga       | 28         | 1          | 9     | 0     | —              | —              | 37     | 1      |
| 2024/25 | CSKA Moskou           | Premjer-Liga       | 15         | 0          | 6     | 0     | —              | —              | 21     | 0      |
| 2024/25 | Zenit Sint-Petersburg | Premjer-Liga       | 2          | 0          | 0     | 0     | —              | —              | 2      | 0      |
| Totaal  | Totaal                | Totaal             | 299        | 6          | 60    | 2     | 46             | 0              | 405    | 8      |

Bijgewerkt op 12 maart 2025.

## Interlandcarrière
Zdjelar maakte zijn debuut in het Servisch voetbalelftal op 31 mei 2016, toen met 3–1 gewonnen werd van Israël. Branislav Ivanović, Nemanja Milunović en Dušan Tadić scoorden voor Servië en de tegentreffer kwam door een benutte strafschop van Eran Zahavi. Van bondscoach Slavoljub Muslin mocht Zdjelar in de basis beginnen en in de rust werd hij gewisseld ten faveure van Marko Grujić.
In mei 2024 werd Zdjelar door bondscoach Dragan Stojković opgenomen in de voorselectie voor het EK 2024 in Duitsland. Toen een week later de definitieve selectie werd aangekondigd, was hij een van de afvallers.
| Interlands van Saša Zdjelar voor Servië | Interlands van Saša Zdjelar voor Servië | Interlands van Saša Zdjelar voor Servië | Interlands van Saša Zdjelar voor Servië | Interlands van Saša Zdjelar voor Servië | Interlands van Saša Zdjelar voor Servië | Interlands van Saša Zdjelar voor Servië |
| №                                       | Datum                                   | Wedstrijd                               | Uitslag                                 | Competitie                              | Goals                                   |                                         |
| Als speler bij Olympiakos               | Als speler bij Olympiakos               | Als speler bij Olympiakos               | Als speler bij Olympiakos               | Als speler bij Olympiakos               | Als speler bij Olympiakos               | Als speler bij Olympiakos               |
| --------------------------------------- | --------------------------------------- | --------------------------------------- | --------------------------------------- | --------------------------------------- | --------------------------------------- | --------------------------------------- |
| 1                                       | 31 mei 2016                             | Servië – Israël                         | 3 – 1                                   | Vriendschappelijk                       |                                         |                                         |
| 2                                       | 5 juni 2016                             | Rusland – Servië                        | 1 – 1                                   | Vriendschappelijk                       |                                         |                                         |
| Als speler bij Partizan                 |                                         |                                         |                                         |                                         |                                         |                                         |
| 3                                       | 18 november 2020                        | Servië – Rusland                        | 5 – 0                                   | Nations League 2020/21                  |                                         |                                         |
| Als speler bij CSKA Moskou              |                                         |                                         |                                         |                                         |                                         |                                         |
| 4                                       | 21 maart 2024                           | Rusland – Servië                        | 4 – 0                                   | Vriendschappelijk                       |                                         |                                         |
| 5                                       | 25 maart 2024                           | Cyprus – Servië                         | 0 – 1                                   | Vriendschappelijk                       |                                         |                                         |
| 6                                       | 12 oktober 2024                         | Servië – Zwitserland                    | 2 – 0                                   | Nations League 2024/25                  |                                         |                                         |
| 7                                       | 15 oktober 2024                         | Spanje – Servië                         | 3 – 0                                   | Nations League 2024/25                  |                                         |                                         |
| 8                                       | 15 november 2024                        | Zwitserland – Servië                    | 1 – 1                                   | Nations League 2024/25                  |                                         |                                         |
| 9                                       | 18 november 2024                        | Servië – Denemarken                     | 0 – 0                                   | Nations League 2024/25                  |                                         |                                         |

Bijgewerkt op 12 maart 2025.

## Erelijst
| Competitie    |            |                  |            |            |
| Competitie    | Aantal     | Jaren            |            |            |
| Olympiakos    | Olympiakos | Olympiakos       | Olympiakos | Olympiakos |
| ------------- | ---------- | ---------------- | ---------- | ---------- |
| Super League  | 1          | 2015/16          |            |            |
| Partizan      |            |                  |            |            |
| Lav Kup       | 2          | 2017/18, 2018/19 |            |            |
| CSKA Moskou   |            |                  |            |            |
| Koebok Rossii | 1          | 2022/23          |            |            |